# Пухаев, Эрик Георгиевич
Э́рик Гео́ргиевич Пуха́ев (осет. Пухайты Георгийи фырт Эрик; род. 5 мая 1957, Хслит, Юго-Осетинская автономная область или Знаурский район, Юго-Осетинская автономная область) — южноосетинский государственный деятель, Председатель Правительства Республики Южная Осетия с 16 мая 2017 года. 29 августа 2020 года покинул должность по собственному желанию, предположительно, из-за протестов населения Республики.

## Биография
С 1964 по 1974 года учился в средней школе № 11 города Цхинвал, вскоре работал на различных производствах.
После службы в Советской Армии в 1982 году окончил Юго-Осетинский государственный педагогический институт по специальности «математика и физика». Работал лаборантом и старшим преподавателем Юго-Осетинского государственного педагогического института.
Эрик Пухаев занимал должность начальника Управления государственной статистики Республики Южная Осетия.
24 апреля 2014 года был назначен заместителем председателя Правительства Республики Южная Осетия.
Награжден медалью «За трудовое отличие» Республики Южная Осетия, медалью «За укрепление международного сотрудничества» Приднестровской Молдавской Республики.
В одном из своих первых выступлений после назначения главой правительства Эрик Пухаев обозначил свои приоритеты на посту — это создание фонда кредитования малого и среднего предпринимательства, развитие реального сектора экономики.
Женат, трое детей.